# Діра у формі щура
Діра у формі щура раніше знаходилася на тротуарі Вест-Роско-стріт у районі Роско-Віллидж у Чикаго, Іллінойс, США. У січні 2024 року вона стала вірусним явищем у соціальних мережах (переважно у Twitter), попри те, що їй вже пару десятків років. 24 квітня 2024 року міська влада прибрала частину тротуару з дірою, залишивши її цілою.
Діра була описана The New York Times як "Чиказький Стоунхендж ", оскільки її походження невідоме.

## Історія
Діра привернула увагу всього світу 6 січня 2024 року через твіт чиказького коміка та письменника Вінслоу Дюмейна. Твіт швидко став вірусним, змусивши багатьох жителів Чикаго відвідати діру — це виглядало як «паломництво» — вони приносили їй пожертвування, такі як монети, квіти, свічки, сир, сигарети, алкоголь, дитячі іграшки, іншу їжу та таблетки естрадіолу. Деякі відвідувачі зробили знімки чиказького фірмового Malört біля діри, перш ніж залишити пляшку як приношення. Історичне товариство Riot Fest також присвятили меморіальну табличку дірці-щуру.
Попри те, що у 2024 році вона знову привернула увагу, діра існувала щонайменше 20-30 років за словами місцевих. До того ж місцева софтбольна команда використовувала щура як свій неофіційний талісман приблизно з 2018 року
Діра була заповнена гіпсом або цементом невідомою людиною 19 січня 2024 року. Пізніше міська влада підтвердила, що це не вони засипали яму. Місцеві жителі намагалися відновити діру, використовуючи свої руки та знаряддя, такі як скребки для льоду та номерні знаки. Врешті-решт одна жінка вичистила отвір і відновила його до початкового стану. Невдовзі після реставрації біля неї відбулися заручини та церемонія одруження. Деякі мешканці Вест-Роско-стріт висловили розчарування ново набутим статусом діри, посилаючись на порушення громадського порядку, вандалізм і накопичення сміття на тротуарі.
24 квітня 2024 року Департамент Чикаго з транспорту прибрав частину тротуару з дірою, зберігши її недоторканою; досі невідомо, що міська влада планувала зробити з цією тротуарною плитою.
Діра-щур також привернула увагу до інших дір на тротуарах у формі різних предметів, таких як діра у формі пістолета в Річмонді, штат Вірджинія, до якої місцеві жителі так само приносили пожертвування.

## Дискусія про походження діри
Є сумніви, що діру створив щур, оскільки деякі жителі вважають, що це була насправді білка. Директор Інституту міської дикої природи зоопарку Лінкольн-Парку Сет Меґл вважає, що скоріш всього білка впала на мокрий бетон з дерева. Меґл висунув три причини: перша полягає в тому, що більш імовірно, що це була тварина, яка впала з дерева, це поширено серед білок, але не щурів; по-друге, удар стався, коли бетон був ще вологим, що зазвичай буває вдень, а щур — нічна тварина ; нарешті, Меґл взяв до уваги думку мешканців, які, сумнівалися, що це був щур. Меґл також уточнює, що відбиток тонкого хвоста, який деякі використовують для аргументації на користь того, що це був щур, не слід враховувати, тому що хутро не завжди залишає сліди. Погодившись з цією теорією, один мешканець заявив, що над цією ділянкою тротуару існував дуб, який був зрізаний.

## Політична реакція
10 січня 2024 року Енн Вільямс, представниця штату в 11-му окрузі штату Іллінойс, опублікувала в Інтернеті відео про діру, назвавши її «перлиною 11-го округу». Після того як діра була частково заповнена невідомою речовиною, Вільямс опублікувала відео, у якому заявила, що «ми шоковані та засмучені» новиною та «уважно стежимо за розвитком ситуації». Після того, як жителі відновили діру пізніше того ж дня, Вільямс написала: «Це і є спільнота».
11 січня 2024 року Торгова палата Лейкв'ю-Роско-Віллидж почала отримувати пропозиції щодо назв діри-щура. 19 січня 2024 року кількість заявок було звужено до п'яти фіналістів, за яких мешканці мали змогу проголосувати: «Lil' Stucky», «Splatatouille», «Splat», «Roscoe Road-dent» і «Dibs». Переможець — «Splatatouille».

## Галерея
|                                                                               |
| Діра 7 січня 2024 року, невдовзі після того, як фотограф поклав першу копійку |

|                                                                 |
| Діра 13 січня 2024 року, заповнена монетами та мішком estradiol |

|                                                               |
| Діра 19 січня 2024 року, невдовзі після того, як її заповнили |

|                                                                                                |
| Вивіска, встановлена місцевими жителями, які просять відвідувачів не залишати їжу та не шуміти |

| |
| Після популярності в Інтернеті таблеток естрадіолу, подарованих 13 січня, 19 січня на "святиню" помістили флакон з ін'єкційним естрадіолом. |

|                                                |
| Місто Чикаго прибирає діру 24 квітня 2024 року |